# Горна (притока Сожу)
Горна, канал Горна (біл. Горна) — річка в Корм'янському районі Гомельської області, права притока річки Сож. 
Довжина річки 20 км. Площа водозбору 109 км². Середній нахил водної поверхні 1,8 м/км. Починається за 2 км на південь від села Богдановичі, гирло за 3,5 км на південний схід від села Ворнівка. Від витоку до ставка в селі Розсоха (11,3 км) русло каналізоване.